# Хелленхан-Шелленберг
Хелленхан-Шелленберг (нем. Hellenhahn-Schellenberg) — община в Германии, в земле Рейнланд-Пфальц. 
Входит в состав района Вестервальд. Подчиняется управлению Реннерод.  Население составляет 1291 человек (на 31 декабря 2010 года). Занимает площадь 7,28 км².